# Lista de fotografias de Dana B. Merrill no Museu Paulista

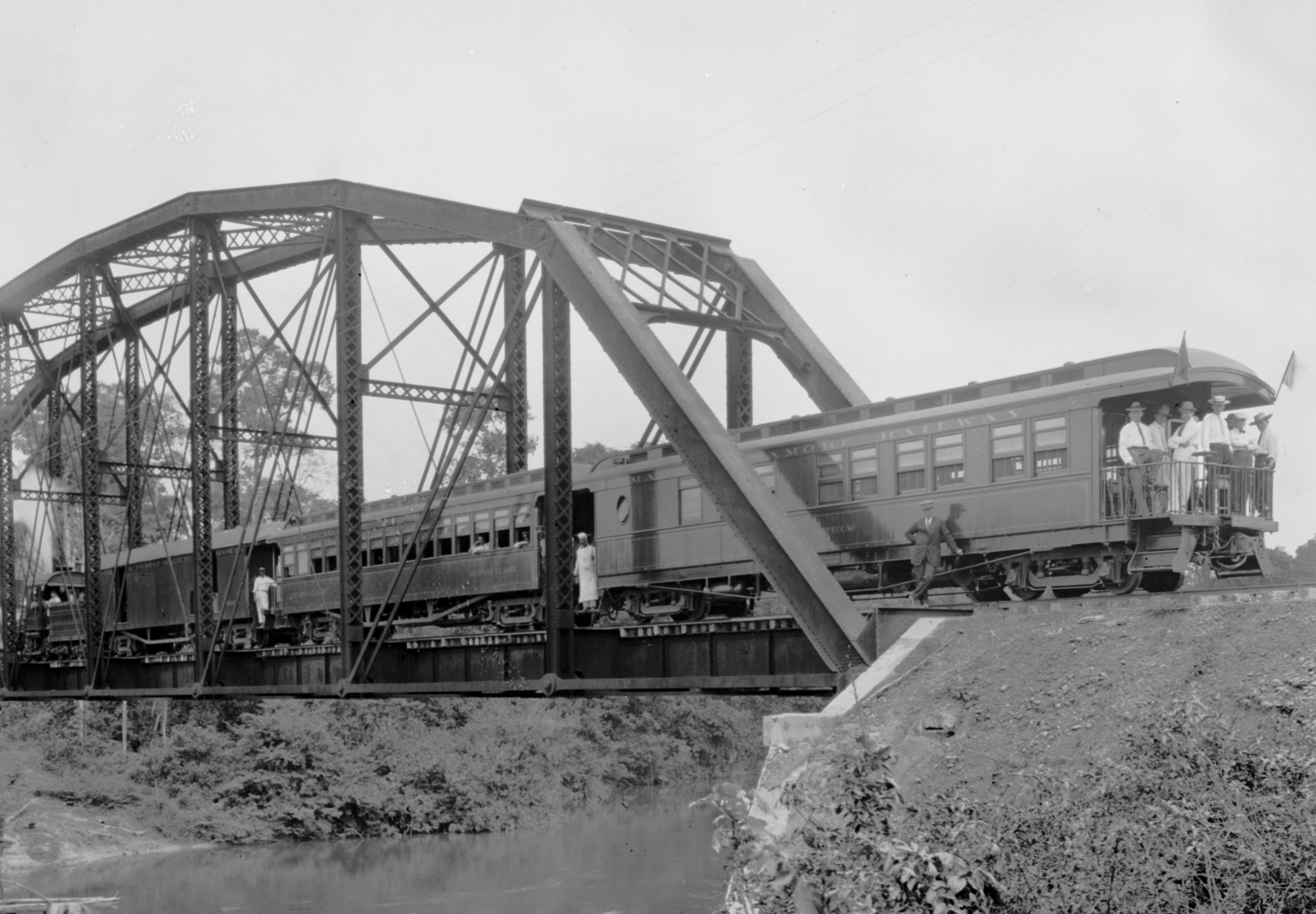
Ferrovia Madeira-Mamoré.

Lista de fotografias do norte-americano Dana B. Merrill que esteve no Brasil entre 1909 e 1912. Merrill foi contratado como fotógrafo oficial para registrar as obras da Ferrovia Madeira-Mamoré (1907-1912).
A Coleção Dana B. Merrill é composta por cerca de 2 mil negativos da construção da ferrovia, das quais o Museu Paulista abriga 189 em seu acervo. Parte do trabalho do fotógrafo foi publicado em forma de álbum com o título de Views of the Estrada de Ferro Madeira e Mamore Amazonas & Matto Grosso, Brazil S.A..
O equipamento utilizado era do formato 13 x 18 cm, e os negativos utilizados eram placas de vidro, comuns a época, ele também utilizou chassis do tipo film pack que utilizavam  placas emulsionadas em bases flexíveis para uso em uma câmera de placa.

## Dana B. Merrill
| Imagem | Item | instância de                 | Número de inventário | Retrata |
| ------ | --- | ---------------------------- | -------------------- | --- |
|        | A Via Férrea em Terreno Rochoso - 800 | fotografia negativo          | 1-20136-0000-0000    | transporte rodoviário pedra ferrovia |
|        | Acampamento Feito com Vagões Cobertos de Folhas de Palmeiras para Suavizar o Calor Devido o Sol Forte - 507                                              | fotografia negativo          | 1-20228-0000-0000    | acampamento Floresta amazônica transporte rodoviário trabalhador carruagem ferrovia                                                                                                |
|        | Acampamento ao Longo da Ferrovia Madeira-Mamoré - 669 | fotografia negativo          | 1-20235-0000-0000    | acampamento cabana Floresta amazônica transporte rodoviário ferrovia |
|        | Acampamento de Trabalhadores da Construção - 555 | fotografia negativo de vidro | 1-20278-0000-0000    | acampamento cabana Floresta amazônica paisagem percurso pedestre |
|        | Acampamento em Área Devassada da Floresta Amazônica - 813                                                                                                | fotografia negativo          | 1-20224-0000-0000    | acampamento Desmatamento no Brasil Floresta amazônica |
|        | Alojamento de Médicos e Enfermeiras do Hospital Candelária, Rondônia - 751                                                                               | fotografia negativo de vidro | 1-20280-0000-0000    | edifício residencial escada grupo de humanos retrato enfermeiro médico varanda vegetação vista externa                                                                             |
|        | Animais em Terreno Inundado Pelo Rio Madeira - 913 | fotografia negativo          | 1-20240-0000-0000    | Festival Eurovisão da Canção cabana Floresta amazônica homem inundação rio |
|        | As Abundantes Chuvas na Região, Infiltravam-se nos Aterros Destruindo Trechos Pronto da Ferrovia - 891                                                   | fotografia negativo de vidro | 1-20308-0000-0000    | deslizamento de terra Floresta amazônica grupo de humanos transporte rodoviário trabalhador ferrovia                                                                               |
|        | Aspecto Interno da Lavanderia a Vapor em Porto Velho - 537                                                                                               | fotografia negativo de vidro | 1-20297-0000-0000    | cesto lavandaria grupo de humanos máquina retrato vestuário vista interna |
|        | Aspecto de Porto Velho, em 1910 - 1165 | fotografia negativo          | 1-20258-0000-0000    | construção edifício edifício comercial edifício residencial estrada de terra Floresta amazônica obra pública século XX Porto Velho reservatório de água percurso pedestre panorama |
|        | Assentamento de Trilhos sobre Ponte em Afluente do Rio Madeira - 977                                                                                     | fotografia negativo          | 1-20152-0000-0000    | Floresta amazônica grupo de humanos trilho rio trabalhador carruagem ferrovia |
|        | Aterro no Trecho entre os Rios Mutumparaná e Abunã - 713                                                                                                 | fotografia negativo          | 1-20131-0000-0000    | cabana Floresta amazônica grupo de humanos transporte rodoviário trabalhador ferrovia desmatamento da Floresta Amazônica                                                           |
|        | Autoridades em Visita ao Trecho Concluído da Ferrovia Madeira-Mamoré - 582                                                                               | fotografia negativo          | 1-20133-0000-0000    | cadeira Floresta amazônica grupo de humanos transporte rodoviário passageiro trabalhador elétrico carruagem ferrovia                                                               |
|        | Banda Musical Procedente da Colônia Inglesa de Barbados. Porto Velho - 1437                                                                              | fotografia negativo          | 1-20180-0000-0000    | acampamento músico banda musical barbadiano-brasileiro Floresta amazônica grupo de humanos Porto Velho retrato vista externa                                                       |
|        | Barcos Utilizados para Transporte ao Longo do Rio Madeira - 1096                                                                                         | fotografia negativo          | 1-20239-0000-0000    | canoa ferramenta agrícola Floresta amazônica grupo de humanos rio Rio Madeira trabalhador                                                                                          |
|        | Barraca de Técnicos em Acampamento - 685 | fotografia negativo          | 1-20150-0000-0000    | Arborização cabana escada Floresta amazônica trabalhador |
|        | Cabana de Trabalhadores da Construção da Ferrovia Madeira-Mamoré - 886                                                                                   | fotografia negativo de vidro | 1-20313-0000-0000    | Arborização cabana |
|        | Cabanas de Trabalhadores - 310 | fotografia negativo de vidro | 1-20302-0000-0000    | Festival Eurovisão da Canção cabana Floresta amazônica grupo de humanos trabalhador                                                                                                |
|        | Casal Norte-Americano em sua Residência em Porto Velho                                                                                                   | fotografia negativo          | 1-20202-0000-0000    | cão cadeira de balanço cortina edifício residencial homem mesa mulher planta baixa Poltrona rede de descanso retrato vaso vista externa                                            |
|        | Casal Norte-Americano em sua Residência em Porto Velho                                                                                                   | fotografia negativo          | 1-20217-0000-0000    | cão Arborização cortina edifício residencial homem mesa mulher planta baixa Poltrona Porto Velho rede de descanso retrato varanda vaso vista externa                               |
|        | Casal Norte-Americano em sua Residência em Porto Velho                                                                                                   | fotografia negativo          | 1-20261-0000-0000    | cão casal cortina homem jornal mesa mulher planta baixa Poltrona retrato varanda vaso vista externa                                                                                |
|        | Castanheira Derrubada na Abertura do Traçado da Ferrovia Madeira-Mamoré - 1223                                                                           | fotografia negativo          | 1-20137-0000-0000    | Festival Eurovisão da Canção Desmatamento no Brasil Floresta amazônica homem paisagem                                                                                              |
|        | Cavaleiro em Trecho Inundado Pela Cheia do Rio Madeira - 897                                                                                             | fotografia negativo          | 1-20191-0000-0000    | Festival Eurovisão da Canção Arborização homem inundação rio |
|        | Cemitério da Candelária, Localizado Atrás do Hospital - 284                                                                                              | fotografia negativo de vidro | 1-20290-0000-0000    | cruz cemitério Floresta amazônica Cemitério da Candelária |
|        | Comitiva em Santo Antonio por Ocasião da Inauguração do Primeiro Trecho da Estrada de Ferro Madeira-Mamoré - 761                                         | fotografia negativo          | 1-20179-0000-0000    | bandeira caravana edifício residencial Floresta amazônica grupo de humanos Santo Antonio do Rio Madeira elétrico carruagem ferrovia                                                |
|        | Conjunto de Residência do Hospital Candelária - 1256C | fotografia negativo          | 1-20207-0000-0000    | tronco Caibro canoa edifício edifício residencial Floresta amazônica rio Rio Madeira vegetação ferrovia                                                                            |
|        | Corpo Médico e de Enfermeiras Norte-Americanos do Hospital Candelária. Sentado, Índio Caripuna - 1171                                                    | fotografia negativo          | 1-20142-0000-0000    | Arborização hospital paciente povo indígena Povo dos Estados Unidos retrato enfermeiro médico uniforme militar vista externa                                                       |
|        | Corredeiras do Rio Madeira - 448 | fotografia negativo          | 1-20184-0000-0000    | cascata Floresta amazônica rio Rio Madeira |
|        | Desabamento do Cais de Porto Velho em Construção À Margem do Rio Madeira - 1041                                                                          | fotografia negativo          | 1-20167-0000-0000    | desabamento ponte-cais ou pontão construção fundação Floresta amazônica obra pública rio Rio Madeira ferrovia                                                                      |
|        | Descarrilamento de um Guindaste de Obra em Trecho da Ferrovia Madeira-Mamoré - 630A                                                                      | fotografia negativo          | 1-20211-0000-0000    | descarrilamento travessa trilho Floresta amazônica grupo de humanos guindaste transporte rodoviário Porto Velho Rio Madeira trabalhador ferrovia                                   |
|        | Desembarque de Mercadorias e Animais no Cais de Porto Velho - 958                                                                                        | fotografia negativo          | 1-20231-0000-0000    | boi Floresta amazônica grupo de humanos guindaste navio cargueiro transporte rodoviário Porto Velho ancoradouro Rio Madeira trabalhador carruagem ferrovia                         |
|        | Desembarque do Navio M.M.Rway Co. - 1081 | fotografia negativo          | 1-20203-0000-0000    | baú grupo de humanos navio cargueiro rio Porto Velho ancoradouro Rio Madeira |
|        | Deslizamento de Trilhos Ocasionado Pelas Chuvas na Região - 619                                                                                          | fotografia negativo          | 1-20129-0000-0000    | deslizamento de terra Floresta amazônica inundação transporte rodoviário elétrico ferrovia                                                                                         |
|        | Deslizamento de Trilhos Provocado por Chuvas - 617 | fotografia negativo          | 1-20214-0000-0000    | deslizamento de terra Floresta amazônica grupo de humanos transporte rodoviário trabalhador ferrovia                                                                               |
|        | Desmatamento para Abrir o Caminho da Futura Ferrovia Madeira-Mamoré - 368                                                                                | fotografia negativo          | 1-20192-0000-0000    | Festival Eurovisão da Canção Desmatamento no Brasil Floresta amazônica homem paisagem                                                                                              |
|        | Desmatamento para a Implantação da Futura Ferrovia Madeira-Mamoré - 471                                                                                  | fotografia negativo          | 1-20181-0000-0000    | árvore Desmatamento no Brasil Floresta amazônica paisagem |
|        | Edificação Junto ao Hospital Candelária - 388 | fotografia negativo de vidro | 1-20283-0000-0000    | Arborização palmeira edifício residencial escada varanda |
|        | Edificação ao Longo do Traçado da Futura Ferrovia Madeira-Mamoré - 730                                                                                   | fotografia negativo de vidro | 1-20276-0000-0000    | cabana Floresta amazônica |
|        | Em Santo Antônio, Homem Observa uma das Cachoeiras do Rio Madeira em Época de Cheia - 682                                                                | fotografia negativo          | 1-20241-0000-0000    | cascata edifício Floresta amazônica homem ilha rio pedra Rio Madeira Santo Antonio do Rio Madeira                                                                                  |
|        | Em Santo Antônio, Trabalhadores Observam uma das Cachoeiras do Rio Madeira - 443                                                                         | fotografia negativo          | 1-20243-0000-0000    | cascata Floresta amazônica homem rio pedra Rio Madeira Santo Antonio do Rio Madeira                                                                                                |
|        | Em Santo Antônio, Trabalhadores Observam uma das Cachoeiras do Rio Madeira - 444                                                                         | fotografia negativo          | 1-20242-0000-0000    | cascata Floresta amazônica homem rio pedra Rio Madeira |
|        | Em Trecho Pantanoso, na Reta do Rio Abunã, É Construído uma Estiva de Troncos de Palmeiras, para o Trem do Lastro - 934                                  | fotografia negativo          | 1-20271-0000-0000    | Festival Eurovisão da Canção Floresta amazônica grupo de humanos inundação transporte rodoviário trabalhador ferrovia                                                              |
|        | Enfermeira do Hospital Candelária Situado entre Santo Antonio e Porto Velho                                                                              | fotografia negativo          | 1-20171-0000-0000    | Arborização edifício retrato enfermeiro vista externa |
|        | Engenheiros Americanos e Desenhista - 1216 | fotografia negativo          | 1-20273-0000-0000    | cabana desenho estante homem livro mesa Povo dos Estados Unidos retrato telefone ilustrador engenheiro vista externa                                                               |
|        | Engenheiros e Topógrafos Norte-Americanos - 710 | fotografia negativo          | 1-20225-0000-0000    | publicidade barril cabana grupo de humanos Povo dos Estados Unidos retrato engenheiro topógrafo vista externa                                                                      |
|        | Escavadeira a Vapor Utilizada na Construção da Ferrovia Madeira-Mamoré                                                                                   | fotografia negativo          | 1-20216-0000-0000    | acampamento construção Floresta amazônica comportas hidráulicas escavadeira obra pública transporte rodoviário carruagem                                                           |
|        | Escavadeira a Vapor nas Obras de Fundação da Construção da Ferrovia Madeira-Mamoré - 585                                                                 | fotografia negativo          | 1-20210-0000-0000    | cabana construção Floresta amazônica grupo de humanos escavadeira obra pública transporte rodoviário trabalhador                                                                   |
|        | Estradas de Serviço Aberta para a Construção da Ferrovia - 1028                                                                                          | fotografia negativo          | 1-20187-0000-0000    | Festival Eurovisão da Canção Floresta amazônica homem paisagem ponte passageiro percurso pedestre                                                                                  |
|        | Estrutura em Madeira para a Construção de Pilares em Ponte de Afluente do Rio Madeira - 887                                                              | fotografia negativo          | 1-20188-0000-0000    | construção fundação Floresta amazônica homem obra pública transporte rodoviário ponte rio ferrovia                                                                                 |
|        | Gerador de Energia Elétrica Movido a Óleo Cru. Porto Velho - 734                                                                                         | fotografia negativo de vidro | 1-20296-0000-0000    | homem gerador elétrico Porto Velho retrato vista interna |
|        | Grupo de Americanos Chegando de Navio a Vapor em Porto Velho                                                                                             | fotografia negativo          | 1-20233-0000-0000    | grupo de humanos navio a vapor passageiro rede de descanso retrato rio vista externa                                                                                               |
|        | Grupo de Homens - 565 | fotografia negativo de vidro | 1-20287-0000-0000    | edifício grupo de humanos retrato vista externa |
|        | Grupo de Homens Junto a Carro de Linha - 1045 | fotografia negativo          | 1-20201-0000-0000    | cabana automóvel construção fundação Floresta amazônica grupo de humanos obra pública rio ponte ferrovia                                                                           |
|        | Grupo de Homens e Menino Anônimo - 685 | fotografia negativo          | 1-20205-0000-0000    | Arborização cadeira edifício homem criança retrato ferrovia vista externa |
|        | Grupo de Homens em Residência de Porto Velho - 748 | fotografia negativo de vidro | 1-20309-0000-0000    | cadeira de balanço edifício residencial grupo de humanos homem Poltrona Porto Velho retrato varanda vista interna                                                                  |
|        | Grupo de Homens em Residência na Candelária - 750 | fotografia negativo de vidro | 1-20312-0000-0000    | edifício escada homem retrato varanda vista externa |
|        | Grupo de Médicos e Enfermeiros do Hospital Candelária - 744                                                                                              | fotografia negativo de vidro | 1-20306-0000-0000    | palmeira edifício grupo de humanos retrato enfermeiro médico vista externa |
|        | Grupo de Norte-Americanos Chegando de Navio a Vapor em Porto Velho - 1435                                                                                | fotografia negativo          | 1-20253-0000-0000    | grupo de humanos navio a vapor Povo dos Estados Unidos passageiro Porto Velho rede de descanso retrato vista externa                                                               |
|        | Grupo de Norte-Americanos com Dois Engenheiros Fiscais Brasileiros e Frank W. Kravigny (com a Máquina de Escrever) - 702                                 | fotografia negativo          | 1-20148-0000-0000    | cadeira Floresta amazônica grupo de humanos Frank W. Kravigny máquina de escrever Povo dos Estados Unidos retrato rio trabalhador datilógrafo engenheiro vista externa             |
|        | Grupo de Trabalhador em Acampamento - 446 | fotografia negativo          | 1-20159-0000-0000    | Festival Eurovisão da Canção cabana Floresta amazônica grupo de humanos trabalhador                                                                                                |
|        | Grupo de Trabalhadores Junto à Cachoeira do Rio Madeira em Época de Seca - 451                                                                           | fotografia negativo          | 1-20160-0000-0000    | barco Floresta amazônica grupo de humanos rio pedra remo Rio Madeira |
|        | Grupo de Trabalhadores Recebendo seus Salários Junto a Carro de Linha - 964                                                                              | fotografia negativo          | 1-20204-0000-0000    | automóvel Floresta amazônica grupo de humanos transporte rodoviário trabalhador ferrovia                                                                                           |
|        | Grupo de Trabalhadores e Guindaste em Obras de Construção na Margem de Rio - 1155                                                                        | fotografia negativo          | 1-20190-0000-0000    | barco Floresta amazônica grupo de humanos guindaste rio trabalhador carroça percurso pedestre                                                                                      |
|        | Grupo de Trabalhadores em Acampamento - 315 | fotografia negativo          | 1-20175-0000-0000    | Festival Eurovisão da Canção cabana Floresta amazônica grupo de humanos trabalhador carroça                                                                                        |
|        | Grupo de Trabalhadores Às Margens do Rio Madeira - 1158                                                                                                  | fotografia negativo          | 1-20172-0000-0000    | canoa corda Floresta amazônica grupo de humanos rio borracha natural Rio Madeira trabalhador                                                                                       |
|        | Guindaste a Vapor na Construção do Cais da Ferrovia no Rio Madeira - 1460                                                                                | fotografia negativo          | 1-20246-0000-0000    | andaime construção fundação Floresta amazônica grupo de humanos guindaste obra pública rio Porto Velho ancoradouro Rio Madeira trabalhador ferrovia                                |
|        | Guindaste a Vapor na Obra de Construção da Ferrovia Madeira-Mamoré                                                                                       | fotografia negativo          | 1-20185-0000-0000    | construção Floresta amazônica guindaste obra pública transporte rodoviário ponte rio ferrovia                                                                                      |
|        | Habitações ao Longo do Traçado da Ferrovia Madeira-Mamoré - 445                                                                                          | fotografia negativo          | 1-20208-0000-0000    | cabana Floresta amazônica grupo de humanos paisagem |
|        | Homens Pescando em Igarapé - 989 | fotografia negativo          | 1-20227-0000-0000    | canoa Floresta amazônica rio rede de descanso pescador |
|        | Homens Transportando Alimentos para a Frente de Trabalho - 387                                                                                           | fotografia negativo          | 1-20209-0000-0000    | Festival Eurovisão da Canção cabana estrada de terra Floresta amazônica homem retrato vista externa                                                                                |
|        | Homens em Igarapé - 912 | fotografia negativo          | 1-20189-0000-0000    | Festival Eurovisão da Canção Floresta amazônica homem inundação rio |
|        | Homens em uma das Cachoeiras do Rio Madeira na Época da Seca                                                                                             | fotografia negativo          | 1-20155-0000-0000    | Floresta amazônica rio pedra Rio Madeira trabalhador |
|        | Inauguração de Trecho da Ferrovia Madeira-Mamoré. Vagão de 1ª Classe com Bandeira Brasileira e Norte-Americana - 878                                     | fotografia negativo          | 1-20193-0000-0000    | bandeira Floresta amazônica grupo de humanos transporte rodoviário trabalhador elétrico carruagem                                                                                  |
|        | Intendência de Santo Antonio com Policiais Portando Espingardas Winchester 44 - 1087                                                                     | fotografia negativo          | 1-20263-0000-0000    | retrato Santo Antonio do Rio Madeira trabalhador uniforme militar varanda vista externa                                                                                            |
|        | Inundação ao Longo do Traçado da Ferrovia Madeira-Mamoré no Período de Cheia do Rio Madeira - 1141                                                       | fotografia negativo          | 1-20186-0000-0000    | Desmatamento no Brasil travessa Floresta amazônica inundação transporte rodoviário                                                                                                 |
|        | Locomotiva Baldwin Deixada em Santo Antonio Pela Empresa P.& T. Collins em 1879 - 300                                                                    | fotografia negativo de vidro | 1-20294-0000-0000    | Arborização edifício Baldwin Locomotive Works transporte rodoviário Santo Antonio do Rio Madeira ferrovia                                                                          |
|        | Locomóvel, Máquina a Vapor Geradora de Energia Montada sobre Rodas, Abandonada Pela P.&T. Collins, Santo Antonio - 334                                   | fotografia negativo          | 1-20249-0000-0000    | Floresta amazônica locomóvel transporte rodoviário Santo Antonio do Rio Madeira |
|        | Mapa da América do Sul com Destaque para o Traçado da Estrada de Ferro Madeira-Mamoré - 954                                                              | fotografia negativo          | 1-20170-0000-0000    | mapa |
|        | Maquinista Junto a Locomotiva Baldwin Deixada na Vila Santo Antonio por P.& T. Collins em 1879 - 1378                                                    | fotografia negativo          | 1-20135-0000-0000    | edifício Baldwin Locomotive Works Porto Velho retrato maquinista uniforme militar ferrovia vista externa                                                                           |
|        | Margem do Rio Madeira em Época de Seca - 410 | fotografia negativo          | 1-20244-0000-0000    | Floresta amazônica rio pedra Rio Madeira |
|        | Na Época da Cheia do Rio Madeira Suas Águas Sobem 14 M. Acima da Taxa Mínima Pluviométrico - 973                                                         | fotografia negativo          | 1-20130-0000-0000    | bananeira Floresta amazônica grupo de humanos inundação transporte rodoviário Rio Madeira trabalhador ferrovia                                                                     |
|        | Navio Cargueiro Atracado no Cais de Porto Velho - 1281                                                                                                   | fotografia negativo          | 1-20176-0000-0000    | navio cargueiro rio Porto Velho ancoradouro Rio Madeira carruagem ferrovia |
|        | Navio Cargueiro Holandês, S. S. Callisto, Atracado no Cais de Porto Velho - 737                                                                          | fotografia negativo de vidro | 1-20295-0000-0000    | navio cargueiro rio Porto Velho ancoradouro Rio Madeira ferrovia |
|        | Navio Cargueiro Inglês Atracado no Cais de Porto Velho - 624                                                                                             | fotografia negativo          | 1-20223-0000-0000    | barco Floresta amazônica navio cargueiro rio Porto Velho ancoradouro Rio Madeira ferrovia                                                                                          |
|        | Navio Cargueiro Inglês Harley Atracado no Cais de Porto Velho - 756                                                                                      | fotografia negativo de vidro | 1-20315-0000-0000    | navio cargueiro rio Porto Velho ancoradouro Rio Madeira |
|        | Navio Cargueiro Inglês Harley Atracado no Cais de Porto Velho - 757                                                                                      | fotografia negativo de vidro | 1-20310-0000-0000    | navio cargueiro rio Porto Velho ancoradouro Rio Madeira trabalhador carruagem ferrovia                                                                                             |
|        | Navio Cargueiro a Vapor Navegando no Rio Madeira - 1108                                                                                                  | fotografia negativo          | 1-20248-0000-0000    | Floresta amazônica navio cargueiro rio Rio Madeira |
|        | Navios Cargueiros Atracados no Cais de Porto Velho - 974                                                                                                 | fotografia negativo          | 1-20232-0000-0000    | grupo de humanos navio cargueiro rio Porto Velho ancoradouro Rio Madeira trabalhador elétrico carruagem ferrovia                                                                   |
|        | Negras Barbadianas e Norte-Americano da Lavanderia a Vapor, em Porto Velho - 626                                                                         | fotografia negativo          | 1-20262-0000-0000    | barbadiano-brasileiro cesto lavandaria homem mulher negro Povo dos Estados Unidos Porto Velho retrato trabalhador vista externa                                                    |
|        | No Trecho Pantanoso do Rio Abunã, Trabalhadores Executam o Assentamento dos Trilhos sobre uma Estiva de Galharia para a Passagem do Trem de Lastro - 970 | fotografia negativo          | 1-20127-0000-0000    | trilho Floresta amazônica grupo de humanos rio pântano Rio Abunã Rio Madeira trabalhador carruagem ferrovia                                                                        |
|        | No Trecho Pantanoso do Rio Abunã, Trabalhadores Fazem Assentamento dos Trilhos sobre uma Estiva de Galharia para a Passagem do Trem de Lastro - 972      | fotografia negativo          | 1-20128-0000-0000    | Floresta amazônica grupo de humanos trilho rio pântano Rio Abunã trabalhador ferrovia                                                                                              |
|        | O Trem em Trecho da Ferrovia Madeira-Mamoré - 1106 | fotografia negativo          | 1-20174-0000-0000    | fundação Floresta amazônica grupo de humanos passageiro elétrico carruagem ferrovia                                                                                                |
|        | Obras em Trecho da Via Férrea. em Primeiro Plano, Vê-Se Betoneiras Movidas a Vapor - 804                                                                 | fotografia negativo          | 1-20139-0000-0000    | cabana carrinho de mão construção pá Floresta amazônica grupo de humanos betoneira guindaste obra pública transporte rodoviário ponte trabalhador ferrovia                         |
|        | Passageiros no Vagão-Plataforma do Trem, na Altura do Quilômetro 151 da Ferrovia Madeira-Mamoré - 1107                                                   | fotografia negativo          | 1-20173-0000-0000    | baú Floresta amazônica grupo de humanos passageiro Vagão plataforma locomotiva a vapor Estrada de Ferro Madeira-Mamoré marco quilométrico                                          |
|        | Ponte de Madeira sobre Igarapé - 1023 | fotografia negativo          | 1-20147-0000-0000    | Festival Eurovisão da Canção Floresta amazônica homem rio ponte |
|        | Ponte de Madeira sobre Igarapé - 1072 | fotografia negativo          | 1-20151-0000-0000    | Festival Eurovisão da Canção estrada de terra Floresta amazônica grupo de humanos rio ponte                                                                                        |
|        | Ponte sobre o Rio Jaci-Paraná - 1266 | fotografia negativo          | 1-20134-0000-0000    | ponte Floresta amazônica fluvial process transporte rodoviário Rio Jaci Paraná ferrovia                                                                                            |
|        | Pousada ao Longo da Ferrovia - 564 | fotografia negativo de vidro | 1-20305-0000-0000    | cão Arborização carrinho de mão pousada homem |
|        | Preparação da Estrutura Elevada da Via Férrea - 324 | fotografia negativo          | 1-20245-0000-0000    | construção fundação Floresta amazônica grupo de humanos obra pública transporte rodoviário percurso pedestre ferrovia                                                              |
|        | Prisioneiro, na Cadeia de Santo Antonio do Rio Madeira - 436                                                                                             | fotografia negativo          | 1-20144-0000-0000    | Gallus gallus domesticus prisão escada prisioneiro retrato Santo Antonio do Rio Madeira carruagem ferrovia vista externa                                                           |
|        | Pélas de Borracha Aguardando as Composições de Carga da Ferrovia Madeira-Mamoré para Serem Transportadas - 839                                           | fotografia negativo          | 1-20230-0000-0000    | grupo de humanos transporte rodoviário borracha natural trabalhador Vagoneta elétrico carruagem vegetação ferrovia                                                                 |
|        | Pélas de Borracha Aguardando o Embarque - 1137 | fotografia negativo          | 1-20132-0000-0000    | cabana grupo de humanos borracha natural trabalhador carruagem |
|        | Quadra de Tênis Situada ao Lado do Hospital Candelária, entre Santo Antonio e Porto Velho - 283                                                          | fotografia negativo de vidro | 1-20291-0000-0000    | Arborização Floresta amazônica homem campo de ténis |
|        | Quadra de Tênis na Candelária - 745 | fotografia negativo de vidro | 1-20314-0000-0000    | Arborização cerca homem campo de ténis |
|        | Queda de Árvore sobre a Ponte - 442 | fotografia negativo de vidro | 1-20307-0000-0000    | árvore ponte Floresta amazônica |
|        | Rua de Santo Antônio - 330 | fotografia negativo de vidro | 1-20279-0000-0000    | Arborização passeio carroça edifício grupo de humanos século XX Rua Brigadeiro Tobias passageiro ferrovia                                                                          |
|        | Sombra do Fotógrafo Dana B. Merrill ao Registrar a Imagem dos Cavaleiros - 354                                                                           | fotografia negativo          | 1-20274-0000-0000    | Festival Eurovisão da Canção árvore Floresta amazônica homem câmara Dana B. Merrill retrato fotógrafo percurso pedestre tripé vista externa                                        |
|        | Topógrafo, Engenheiro e Funcionários Norte-Americanos | fotografia negativo          | 1-20196-0000-0000    | barraca Floresta amazônica grupo de humanos Povo dos Estados Unidos retrato trabalhador engenheiro topógrafo vista externa                                                         |
|        | Trabalhador Enfermo no Hospital Candelária - 466 | fotografia negativo          | 1-20162-0000-0000    | hospital paciente retrato varanda vista externa |
|        | Trabalhador Enfermo no Hospital Candelária, Localizado entre Santo Antonio do Rio Madeira e Porto Velho - 1285                                           | fotografia negativo          | 1-20140-0000-0000    | hospital paciente homem retrato varanda vista externa |
|        | Trabalhador Estrangeiro - 1198 | fotografia negativo          | 1-20265-0000-0000    | publicidade edifício escada Porto Velho retrato trabalhador varanda vista externa                                                                                                  |
|        | Trabalhador Estrangeiro - 1261 | fotografia negativo          | 1-20269-0000-0000    | oficina poço de visita polia Porto Velho retrato trabalhador |
|        | Trabalhador Estrangeiro - 403 | fotografia negativo de vidro | 1-20284-0000-0000    | barco edifício homem Porto Velho retrato Rio Madeira vista externa |
|        | Trabalhador Hindu - 1200 | fotografia negativo          | 1-20267-0000-0000    | Arborização edifício homem Porto Velho retrato Rio Madeira vista externa |
|        | Trabalhador Hindu - 1350 | fotografia negativo          | 1-20268-0000-0000    | homem Porto Velho retrato carruagem ferrovia vista externa |
|        | Trabalhador Junto a Oficina Ferroviária em Porto Velho - 1263                                                                                            | fotografia negativo          | 1-20163-0000-0000    | oficina poço de visita polia Porto Velho retrato trabalhador vista externa |
|        | Trabalhador Norte-Americano | fotografia negativo          | 1-20213-0000-0000    | Floresta amazônica homem paisagem |
|        | Trabalhador da Ferrovia Madeira-Mamoré - 1259 | fotografia negativo          | 1-20197-0000-0000    | cabana Floresta amazônica homem mulher retrato vista externa |
|        | Trabalhador em Acampamento | fotografia negativo          | 1-20177-0000-0000    | acampamento barraca Floresta amazônica homem vestuário estendal |
|        | Trabalhador em Bueiro Metálico Durante as Obras de Construção da Ferrovia Madeira-Mamoré - 810                                                           | fotografia negativo          | 1-20183-0000-0000    | construção Floresta amazônica homem manilha obra pública transporte rodoviário ponte rio ferrovia                                                                                  |
|        | Trabalhador no Pátio da Oficina Ferroviária em Porto Velho - 1264                                                                                        | fotografia negativo          | 1-20154-0000-0000    | oficina poço de visita polia Porto Velho retrato trabalhador vista externa |
|        | Trabalhadores Abrem Passagem Rochosa com Dinamite para Construção da Ferrovia Madeira-Mamoré - 818                                                       | fotografia negativo          | 1-20247-0000-0000    | carrinho de mão travessa Floresta amazônica grupo de humanos pedra trabalhador elétrico ferrovia transporte rodoviário                                                             |
|        | Trabalhadores Antilhanos - 196 | fotografia negativo          | 1-20218-0000-0000    | publicidade edifício homem negro retrato vista externa |
|        | Trabalhadores Estrangeiros - 1194 | fotografia negativo          | 1-20266-0000-0000    | edifício escada Porto Velho retrato trabalhador varanda vista externa |
|        | Trabalhadores Estrangeiros - 1199 | fotografia negativo          | 1-20264-0000-0000    | retrato trabalhador ferrovia vista externa |
|        | Trabalhadores Executam Assentamento de Dormentes e Trilhos - 480                                                                                         | fotografia negativo          | 1-20236-0000-0000    | construção Floresta amazônica grupo de humanos obra pública trilho transporte rodoviário trabalhador ferrovia                                                                      |
|        | Trabalhadores Executam Assentamento de Dormentes e Trilhos em Trecho da Ferrovia Madeira-Mamoré - 481                                                    | fotografia negativo          | 1-20238-0000-0000    | construção Floresta amazônica grupo de humanos obra pública trilho transporte rodoviário trabalhador ferrovia                                                                      |
|        | Trabalhadores Executam Obras de Construção com Guindaste a Vapor para Trabalho em Linha no Cais de Porto Velho - 1459                                    | fotografia negativo          | 1-20158-0000-0000    | ponte-cais ou pontão construção fundação Floresta amazônica grupo de humanos guindaste obra pública rio Porto Velho Rio Madeira trabalhador ferrovia                               |
|        | Trabalhadores Executam Obras de Construção da Via Férrea sobre Ponte em Afluente do Rio Madeira - 1232                                                   | fotografia negativo          | 1-20156-0000-0000    | canoa construção fundação Floresta amazônica grupo de humanos obra pública rio ponte trabalhador ferrovia                                                                          |
|        | Trabalhadores Fazendo Suas Refeições em Frente a uma Cabana de Palmeiras - 508                                                                           | fotografia negativo          | 1-20226-0000-0000    | balde banco cabana cesto Floresta amazônica paisagem panela de barro trabalhador                                                                                                   |
|        | Trabalhadores Junto à Castanheira Derrubada para a Abertura do Traçado da Ferrovia Madeira-Mamoré - 1008                                                 | fotografia negativo          | 1-20198-0000-0000    | Festival Eurovisão da Canção Floresta amazônica homem retrato vista externa |
|        | Trabalhadores Limpam um Porco do Mato - 601 | fotografia negativo          | 1-20157-0000-0000    | Tayassuidae cabana cavalete homem retrato vista externa caça chapéu |
|        | Trabalhadores Norte-Americanos da Ferrovia com Índios da Tribo Caripuna - 6-B                                                                            | fotografia negativo          | 1-20161-0000-0000    | arma de fogo cabana Espingarda Floresta amazônica grupo de humanos povo indígena Povo dos Estados Unidos retrato rio trabalhador tribo vista externa                               |
|        | Trabalhadores Observam Descarrilamento de Vagões-Gôndola em Trecho da Ferrovia Madeira-Mamoré - 951                                                      | fotografia negativo          | 1-20222-0000-0000    | cabana descarrilamento Floresta amazônica grupo de humanos transporte rodoviário trabalhador carruagem ferrovia                                                                    |
|        | Trabalhadores Observam Descarrilamento de Vagões-Gôndola, em Trecho da Ferrovia Madeira-Mamoré - 950                                                     | fotografia negativo          | 1-20250-0000-0000    | cabana descarrilamento Floresta amazônica grupo de humanos transporte rodoviário trabalhador carruagem ferrovia                                                                    |
|        | Trabalhadores Observam uma das Cachoeiras do Rio Madeira em Época de Seca - 845                                                                          | fotografia negativo          | 1-20270-0000-0000    | homem rio pedra Rio Madeira vegetação |
|        | Trabalhadores Orientais - 1197 | fotografia negativo          | 1-20141-0000-0000    | edifício Porto Velho retrato trabalhador vista externa |
|        | Trabalhadores ao Pé de uma Castanheira | fotografia negativo          | 1-20145-0000-0000    | Floresta amazônica homem paisagem Bertholletia excelsa |
|        | Trabalhadores com Proteção de Mosquitos - 352 | fotografia negativo de vidro | 1-20304-0000-0000    | homem apicultura retrato varanda vista externa |
|        | Trabalhadores com Índios da Tribo Caripuna - 766 | fotografia negativo          | 1-20166-0000-0000    | arma de fogo cabana Espingarda Floresta amazônica grupo de humanos povo indígena retrato tribo vista externa                                                                       |
|        | Trabalhadores da Construção Atravessando Ribeirões e Igarapés Cheios com as Águas das Chuvas - 937                                                       | fotografia negativo          | 1-20254-0000-0000    | Floresta amazônica rio farinha trabalhador |
|        | Trabalhadores da Ferrovia Madeira-Mamoré - 1195 | fotografia negativo          | 1-20199-0000-0000    | publicidade edifício escada retrato trabalhador varanda vista externa |
|        | Trabalhadores e Guindaste de Obras, a Vapor, na Construção de Ponte, sobre Afluente do Rio Madeira - 1433                                                | fotografia negativo          | 1-20252-0000-0000    | construção fundação ponte Floresta amazônica grupo de humanos guindaste obra pública rio trabalhador ferrovia                                                                      |
|        | Trabalhadores em Acampamento - 704 | fotografia negativo          | 1-20168-0000-0000    | acampamento grupo de humanos trabalhador |
|        | Trabalhadores em Carro de Linha - 663 | fotografia negativo          | 1-20200-0000-0000    | automóvel Floresta amazônica homem transporte rodoviário ferrovia |
|        | Trabalhadores em Hora de Refeição À Margem do Rio Madeira - 526                                                                                          | fotografia negativo de vidro | 1-20282-0000-0000    | canoa fogueira grupo de humanos rio panela de barro trabalhador |
|        | Trabalhadores em Obra de Reparo de Ponte em Trecho da Ferrovia Madeira-Mamoré - 1445                                                                     | fotografia negativo          | 1-20237-0000-0000    | desastre natural cabana construção Floresta amazônica grupo de humanos obra pública transporte rodoviário ponte trabalhador ferrovia                                               |
|        | Trabalhadores em Obras de Construção da Ferrovia Madeira-Mamoré - 1902                                                                                   | fotografia negativo          | 1-20195-0000-0000    | construção fundação grupo de humanos obra pública transporte rodoviário ponte rio trabalhador ferrovia                                                                             |
|        | Trabalhadores em Obras de Fundação da Construção da Via Férrea - 484                                                                                     | fotografia negativo          | 1-20164-0000-0000    | cabana construção estrada de terra Floresta amazônica grupo de humanos betoneira obra pública trabalhador                                                                          |
|        | Trabalhadores em Obras de Fundação de Ponte em Afluente do Rio Madeira                                                                                   | fotografia negativo          | 1-20138-0000-0000    | construção corda escada fundação Floresta amazônica grupo de humanos obra pública rio ponte trabalhador                                                                            |
|        | Trabalhadores em Obras no Leito de Drenagem ao Longo da Futura Ferrovia - 1019                                                                           | fotografia negativo          | 1-20275-0000-0000    | Festival Eurovisão da Canção drenagem enxada pá Floresta amazônica grupo de humanos inundação retrato trabalhador percurso pedestre vala vista externa                             |
|        | Trabalhadores em Trecho em Que Houve um Descarrilamento - 949                                                                                            | fotografia negativo          | 1-20212-0000-0000    | cabana descarrilamento pá picareta Floresta amazônica grupo de humanos inundação transporte rodoviário trabalhador carruagem ferrovia                                              |
|        | Trabalhadores na Oficina de Porto Velho | fotografia negativo          | 1-20259-0000-0000    | andaime cavalete construção oficina polia Floresta amazônica grupo de humanos locomóvel obra pública transporte rodoviário Porto Velho Rio Madeira trabalhador ferrovia            |
|        | Trabalhadores na Trilha Aberta para Serviço no Traçado da Ferrovia Madeira-Mamoré - 304                                                                  | fotografia negativo de vidro | 1-20301-0000-0000    | Floresta amazônica homem percurso pedestre |
|        | Trabalhadores no Pátio da Oficina Ferroviária em Porto Velho - 261                                                                                       | fotografia negativo          | 1-20182-0000-0000    | oficina travessa poço de visita polia Porto Velho retrato trabalhador vista externa                                                                                                |
|        | Trabalhadores, na Varanda da Delegacia de Polícia em Santo Antonio do Rio Madeira - 44                                                                   | fotografia negativo          | 1-20143-0000-0000    | ave cão Arborização arma de fogo banco esquadra escada retrato Santo Antonio do Rio Madeira trabalhador varanda vista externa .44-40 Winchester                                    |
|        | Trecho da Ferrovia Madeira-Mamoré - 299 | fotografia negativo de vidro | 1-20285-0000-0000    | cabana Floresta amazônica pedra ponte trabalhador estendal ferrovia |
|        | Trecho da Ferrovia Madeira-Mamoré. ao Fundo, Vê-Se Vagonete - 1119                                                                                       | fotografia negativo          | 1-20220-0000-0000    | cabana Floresta amazônica transporte rodoviário trabalhador Vagoneta ferrovia |
|        | Trecho de Desvio de Linha da Ferrovia Madeira-Mamoré - 292                                                                                               | fotografia negativo de vidro | 1-20288-0000-0000    | Floresta amazônica transporte rodoviário ferrovia |
|        | Trem com Passageiros e Autoridades em Ponte sobre Afluente do Rio Madeira, por Ocasião de Inauguração de Trecho da Ferrovia                              | fotografia negativo          | 1-20251-0000-0000    | Arborização ponte grupo de humanos transporte rodoviário passageiro rio elétrico ferrovia                                                                                          |
|        | Trilho e Dormente Utilizado na Ferrovia Madeira-Mamoré - 880-A                                                                                           | fotografia negativo          | 1-20165-0000-0000    | travessa trilho ferrovia |
|        | Técnicos Avaliando a Topografia do Traçado da Futura Via Férrea - 316                                                                                    | fotografia negativo          | 1-20257-0000-0000    | Festival Eurovisão da Canção cabana estrada de terra Floresta amazônica homem transporte rodoviário trabalhador topógrafo vala                                                     |
|        | Técnicos em Acampamento - 898 | fotografia negativo          | 1-20153-0000-0000    | cabana cadeira Floresta amazônica rede de descanso trabalhador |
|        | Vagão-Hospital | fotografia negativo de vidro | 1-20311-0000-0000    | homem transporte rodoviário carruagem ferrovia |
|        | Vilarejo e Desmatamento ao Longo do Traçado da Ferrovia Madeira-Mamoré - 514                                                                             | fotografia negativo          | 1-20272-0000-0000    | Desmatamento no Brasil edifício Floresta amazônica |
|        | Vista Externa de Residência em Porto Velho | fotografia negativo          | 1-20178-0000-0000    | edifício residencial escada planta baixa Poltrona Porto Velho varanda vaso |
|        | Vista Interior de Enfermaria do Hospital Candelária, entre Santo Antonio e Porto Velho                                                                   | fotografia negativo de vidro | 1-20289-0000-0000    | camafeu hospital Enfermaria paciente grupo de humanos retrato vista interna |
|        | Vista Interna da Enfermaria para Americanos do Hospital Candelária - 749                                                                                 | fotografia negativo de vidro | 1-20300-0000-0000    | armário cadeira hospital Enfermaria homem mesa retrato vista interna |
|        | Vista Interna do Dispensário do Hospital Candelária - 752                                                                                                | fotografia negativo de vidro | 1-20293-0000-0000    | cadeira Dispensário hospital estante homem medicamento mesa relógio de parede retrato vista interna                                                                                |
|        | Vista Panorâmica da Região do Hospital Candelária, entre Santo Antonio e Porto Velho - 733                                                               | fotografia negativo de vidro | 1-20298-0000-0000    | Arborização cerca edifício hospital |
|        | Vista Panorâmica da Região do Hospital Candelária, entre Santo Antonio e Porto Velho - 739                                                               | fotografia negativo de vidro | 1-20299-0000-0000    | Arborização cerca hospital percurso pedestre |
|        | Vista Panorâmica de Porto Velho | fotografia negativo de vidro | 1-20277-0000-0000    | construção edifício Floresta amazônica navio cargueiro obra pública século XX Porto Velho ancoradouro Rio Madeira percurso pedestre ferrovia panorama                              |
|        | Vista Panorâmica de Porto Velho em 1910 - 1144 | fotografia negativo          | 1-20256-0000-0000    | edifício edifício residencial oficina estrada de terra Floresta amazônica navio cargueiro rio Porto Velho ancoradouro Rio Madeira Rua Brigadeiro Tobias ferrovia panorama          |
|        | Vista Parcial Davaranda de Residência, em Porto Velho | fotografia negativo          | 1-20260-0000-0000    | cadeira de balanço gramofone mesa Poltrona varanda vista interna |
|        | Vista Parcial de Porto Velho | fotografia negativo de vidro | 1-20292-0000-0000    | construção edifício oficina Floresta amazônica obra pública rio Porto Velho Rio Madeira ferrovia panorama                                                                          |
|        | Vista Parcial de Porto Velho - 460 | fotografia negativo de vidro | 1-20281-0000-0000    | cabana construção edifício Floresta amazônica grupo de humanos Baldwin Locomotive Works obra pública transporte rodoviário Porto Velho Rio Madeira trabalhador ferrovia            |
|        | Vista Parcial de Porto Velho em Primeiro Plano, Oficina de Locomotiva - 1341                                                                             | fotografia negativo          | 1-20234-0000-0000    | edifício oficina Floresta amazônica homem iluminação pública navio cargueiro transporte rodoviário Porto Velho ancoradouro Rio Madeira ferrovia panorama                           |
|        | Vista Parcial de Porto Velho em Primeiro Plano, Terreno Pantanoso ao Longo da Ferrovia - 725                                                             | fotografia negativo de vidro | 1-20303-0000-0000    | Arborização edifício oficina pântano Porto Velho ferrovia |
|        | Vista Parcial de Santo Antonio - 685 | fotografia negativo          | 1-20194-0000-0000    | edifício residencial Floresta amazônica ilha rio vestuário estendal ferrovia |
|        | Vista Parcial de uma das Cachoeiras do Rio Madeira em Época de Seca - 440                                                                                | fotografia negativo          | 1-20215-0000-0000    | Floresta amazônica rio pedra Rio Madeira Santo Antonio do Rio Madeira |
|        | Vista Parcial do Rio Madeira a partir de Santo Antonio - 849                                                                                             | fotografia negativo          | 1-20229-0000-0000    | canoa Floresta amazônica homem rio pedra Rio Madeira Santo Antonio do Rio Madeira                                                                                                  |
|        | Vista Parcial do Rio Madeira em Época de Seca a partir de Santo Antonio - 548                                                                            | fotografia negativo          | 1-20221-0000-0000    | canoa edifício Floresta amazônica rio pedra Santo Antonio do Rio Madeira |
|        | Vista do Rio Madeira a partir de Santo Antonio - 681 | fotografia negativo          | 1-20206-0000-0000    | canoa edifício Floresta amazônica ilha rio Rio Madeira Santo Antonio do Rio Madeira                                                                                                |
|        | Índio Caripuna | fotografia negativo          | 1-20169-0000-0000    | Floresta amazônica povo indígena retrato vista externa |
|        | Índio da Tribo Caripuna ao Lado do Dr. Carl Lovelace, Médico Norte-Americano                                                                             | fotografia negativo de vidro | 1-20286-0000-0000    | povo indígena Carl Lovelace rede de descanso retrato tribo vista externa |
|        | Índios Caripuna - 794 | fotografia negativo          | 1-20149-0000-0000    | cão canoa Floresta amazônica povo indígena rio |
|        | Índios Caripunas - 767 | fotografia negativo          | 1-20255-0000-0000    | Arborização arma de fogo Espingarda grupo de humanos povo indígena retrato vista externa                                                                                           |
|        | Índios da Tribo Caripuna - 195 | fotografia negativo          | 1-20219-0000-0000    | canoa Floresta amazônica grupo de humanos povo indígena rio tribo |
|        | Índios da Tribo Caripuna - 797 | fotografia negativo          | 1-20146-0000-0000    | arma de fogo cabana Floresta amazônica povo indígena retrato tribo vista externa .44-40 Winchester                                                                                 |

∑ 189 items.